# (24838) Abilunon
(24838) Abilunon est un astéroïde de la ceinture principale.

## Description
(24838) Abilunon est un astéroïde de la ceinture principale. Il fut découvert le 23 octobre 1995 à l'Observatoire Kleť par Miloš Tichý. Il présente une orbite caractérisée par un demi-grand axe de 2,37 UA, une excentricité de 0,22 et une inclinaison de 3,4° par rapport à l'écliptique.

## Compléments